# Litoria adelaidensis
Litoria adelaidensis är en groddjursart som först beskrevs av Gray 1841.  Litoria adelaidensis ingår i släktet Litoria och familjen lövgrodor. IUCN kategoriserar arten globalt som livskraftig. Inga underarter finns listade i Catalogue of Life.